# 金巴仑长老会
金巴仑长老会（Cumberland Presbyterian Church）是一个基督教新教教派，1810年2月4日在田纳西州迪克森县成立，因为教牧人员的资格问题从美国长老会分出，是第二次大覺醒运动的产物。金巴仑是指教派成立所在的金巴仑河流域。1906年，约有半数重新回到美国长老会。2007年，金巴仑长老会活跃成员约50,000人，约有800个堂会，大部分集中在美国。
19世纪末，金巴仑长老会进入中国湖南常德传教，1906年后并入美北长老会差会。1908年，金巴仑长老会华人牧师甘成国（广东新会人）进入中国广州传教，后来陆续建立11座教堂，包括广州的广大堂、河南龙导尾堂和芳村东教堂，中山的沙溪堂、大环堂和石岐堂，佛山古洞堂、石湾堂、鹭州堂，信徒约1500人，其中广大堂和沙溪堂有300人以上。并在广州东山设有金巴仑儿童院。1949年以后，金巴仑长老会在广东省各处陆续停止，于是往港澳发展，设立澳门堂、长洲堂、九龙堂、北角堂、道显堂、禧臨堂、耀道堂、牧民堂、沙田堂、寶臨堂等，隨後亦開辦幼稚園。而在2000年代初，香港區會亦於元朗區開辦小學及中學各一所，並結為一條龍學校。
　　